# Kula (hora)
Kula, někdy též Bjelolasica je se svojí výškou 1 534 m n. m. nejvyšší horou pohoří Velika Kapela v západním Chorvatsku. Je též nejvyšší horou pohoří Bjelolasica a celého horského regionu Gorski Kotar. Navzdory své nadmořské výšce, vápencovému charakteru a šikmým srázům na vrcholu stále roste vegetace v podobě trav a nízkých keřů a v horských svazích se rozprostírají lesy. Vrchol je označen geodetickým sloupem, který však je ve velmi špatném stavu.